# A titok – Merj álmodni
A titok – Merj álmodni (eredeti cím: The Secret: Dare to Dream ) 2020-ban bemutatott amerikai filmdráma Andy Tennant rendezésében. A forgatókönyvet Bekah Brunstetterrel és Rick Parksszal közösen írta, Rhonda Byrne 2006-os A titok című könyve alapján. A főbb szerepekben Katie Holmes, Josh Lucas, Jerry O’Connell és Celia Weston látható.
Az Amerikai Egyesült Államokban Video on Demand szolgáltatáson keresztül jelent meg. Több ország mozijaiban is műsorra tűzték, 2020. július 31-én mutatta be a Lionsgate, a Roadside Attractions és a Gravitas Ventures.

## Cselekmény
Miranda Wells keményen dolgozó fiatal özvegyasszony. Három gyermekét neveli, miközben barátja, Tucker tenger gyümölcsei éttermét vezeti New Orleansban. Bray Johnson, a Vanderbilt Egyetem mérnökprofesszora találkozni szeretne Mirandával, hogy átadjon neki egy borítékot.
Miután első alkalommal nem sikerül Mirandát elérnie, véletlenül találkoznak, amikor Bray a kocsijával nekiütközik a teherautójának. Felajánlja a törött lökhárító megjavítását, majd követi őt a házáig, végül Miranda meghívja vacsorára. A férfi csak visszafelé jövet döbben rá, hogy a nő ugyanaz a Miranda, akit keresett. Bray és Miranda fia, Greg együtt javítják meg a lökhárítót. Miranda gyermekei, Bess, Greg és Missy pizzát szeretnének vacsorára, amit Miranda nem engedhet meg magának. Bray a pozitív gondolkodás erejét hangsúlyozza, mire a pizzafutár megjelenik az ajtóban. Mivel Bray nem tudta átadni a borítékot Mirandának, távozása előtt bedobja azt a postaládába.
Azon az éjszakán hurrikán kezd tombolni a környéken, amely magával ragadja a postaládát, és egy fát dönt a háztetőre. Bray visszatér, hogy ellenőrizze, minden rendben van-e a családdal. Látva a postaláda eltűnését felajánlja a tető javítását. Miranda és a gyerekek az elhunyt Matt édesanyjához, Bobbyhoz mennek, amíg a házat megjavítják. Másnap Tucker nyilvánosan megkéri Miranda kezét az étterem újranyitásakor, amit a nő vonakodva elfogad. Bobby felajánlja, hogy aznap este a gyerekekkel marad, így Tucker és Miranda kettesben lehetnek.
Másnap, Missy 16. születésnapján Bobby megmutat Mirandának egy újságcikket, benne egy találmányról Bray fényképével. A találmány megalkotásában néhai férje, Matt is részt vett. Bobby arra gyanakszik, Bray ellopta a fiától a találmányt, ezért Miranda kérdőre vonja a férfit. Bray elmagyarázza a dolgot: Matt és ő együtt dolgoztak rajta, de egy végzetes repülőgép-szerencsétlenségben Matt meghalt, Bray pedig életben maradt. Megpróbálja elmondani, hogy a szabadalom egy példányának átadása miatt látogatta meg a családot. Miranda nem hisz neki és távozásra szólítja fel.
Bray elküldi a szabadalom egy másik példányát Mirandának, aki rádöbben: az ebből származó pénz megoldaná a család gondjait. Megtalálják a régi postaládát a szabadalom eredeti példányával, és megbizonyosodnak arról, Bray valóban igazat mondott. Miranda felbontja eljegyzését Tuckerrel, mert rájön, valójában nem is szereti a férfit.
Néhány nappal később Miranda elmegy Bray házához, hogy tisztázza a dolgokat. Összefut a férfi nővérével, aki közli, Bray Mirandához ment. Egy étteremban találkoznak, ahol megölelik egymást. Nem sokkal később Miranda családja már Braynél lakik, és Bray egy pónit vesz Bessnek.

## Szereplők
- Katie Holmes – Miranda Wells
- Josh Lucas – Bray Johnson
- Jerry O’Connell – Tucker Middendorf
- Celia Weston – Bobby
- Sarah Hoffmeister – Missy Wells
- Aidan Brennan – Greg Wells
- Chloe Lee – Bess Wells
- Katrina Begin – Jennifer
- Sydney Tennant – Sloane
- Cory Scott Allen – Matt Wells
- Jeremy Warner – pizzafutár
- Yohance Myles – Devon, fogorvos

## A film készítése
2017 augusztusában jelentették be Katie Holmes csatlakozását a szereplőgárdához. Andy Tennant lett a rendező, aki Bekah Brunstetter és Rick Parks mellett a forgatókönyvet is írta, Rhonda Byrne 2006-os A titok című önfejlesztő könyve alapján. A könyvet 50 nyelvre fordították le, és 190 hétig szerepelt a The New York Times bestsellerlistáján. 2018 szeptemberében Josh Lucas is csatlakozott a stábhoz. 2018 novemberében Jerry O’Connell és Celia Weston is szerepet kapott a filmben.
A forgatás 2018. október 30-án kezdődött New Orleansban.

## Bemutató
2019 novemberében a Roadside Attractions és a Gravitas Ventures megvásárolta a film forgalmazási jogait. A tervek szerint 2020. április 17-én jelent volna meg, azonban a COVID-19 világjárvány miatt elhalasztották a bemutatót. A Roadside Attractions eredetileg azt nyilatkozta, bejelentik az új mozipremier dátumát, „amint a biztonságos és kényelmes mozilátogatási élmény tisztázása megtörténik”, de a film mozis bemutatóját végül törölték. Ehelyett 2020. július 31-én debütált Video on Demand szolgáltatáson keresztül.

## Fordítás
- Ez a szócikk részben vagy egészben  a   The Secret: Dare to Dream című angol Wikipédia-szócikk ezen változatának fordításán alapul.  Az eredeti cikk szerkesztőit annak laptörténete sorolja fel. Ez a jelzés csupán a megfogalmazás eredetét és a szerzői jogokat jelzi, nem szolgál a cikkben szereplő információk forrásmegjelöléseként.